# Hochrein József
Hochrein József (Liptód, 1820 – Pécs, 1905. június 23.) festő, litográfus.

## Életútja
Tanulmányait a bécsi Képzőművészeti Akadémián végezte, mesterei P. J. Geiger és F. Eybl voltak. Az 1848/49-es szabadságharc után után Pécsre költözött, itt a székesegyház Szent Imre-kápolnájának oltárképeit készítette, valamint miniatűr arcképek festésével foglalkozott. Saját alapítású nyomdájában dolgozott mint rajztanár és litográfus. Ő fedezte fel a pécsi székesegyház alatti templom maradványait, valamint az ásatásokban is részt vett. Halálát aggaszály okozta. Felesége Schwarczer Emília volt.